# Blachernai

Lage des Blachernenviertels in Konstantinopel

Blachernai (Βλαχέρναι, latinisiert Blachernae; auch Blachernenviertel) war eine Vorstadt im Nordwesten Konstantinopels, die bis zur Erweiterung des Mauerrings im Jahr 627 außerhalb der Stadtmauern lag. 
Aelia Pulcheria ließ Mitte des 5. Jahrhunderts dort eine Marienkirche errichten, die später zweitwichtigste Kirche Konstantinopels nach der Hagia Sophia. Unter Justin I. (518–527) wurde das Bauwerk einem weitgehenden Neubau unterzogen und umfassend ausgestattet, unter Justin II. (565–578) durch ein Querschiff vervollständigt. Zuletzt wurde sie unter Andronikos II. (1282–1328) wiederhergestellt, wenn auch nur aufgrund der Nachbarschaft zum kaiserlichen Palast. Hier und nicht in der Hagia Sophia wurde 1347 Johannes VI. Kantakuzenos gekrönt. 
Alexios I. baute hier im späten 11. Jahrhundert einen bereits vorhandenen kaiserlichen Palast aus. Unter seinen Nachfolgern wurde der Blachernen-Palast die Hauptresidenz der byzantinischen Kaiser. Dieser Palast erscheint bereits im Jahr 1031 in der Regierungszeit Kaiser Romanos III. 1078 war dort Michael VII. mitsamt Senat am Sonntag im dortigen Palast, während das Volk an der Liturgie in der Hagia Sophia teilnahm. Hintergrund ist der Staatsstreich des Nikephoros Botaneiates gegen den Kaiser, der vor den Truppen des Usurpators aus dem alten Palast am Bosporus in die Blachernai fliehen musste. In den Blachernai empfing Kaiser Manuel I. Gesandte wie westeuropäische Könige, darunter Ludwig VII. von Frankreich und Konrad III. im Jahr 1147, aber auch Amalrich, der König von Jerusalem. Manuels Tochter Maria heiratete im „Neuen Palast“, sein Sohn Alexios hingegen im „Palast Konstantins“. 
Die Schwäche des Palastes war seine Sicherheit, weshalb schon um 625/627 ein Ausbau der Stadtmauern an dieser Stelle erfolgte. Diese Befestigung, später Καστέλλιον genannt, wurde durch Manuel I. verstärkt, doch waren die Mauern hier immer noch relativ schwach, auch wenn sie durch die Wälle des Palastes verstärkt wurden. Dies machten sich die Teilnehmer des Kreuzzugs von 1101 und des Vierten Kreuzzugs 1204 zunutze, als sie in den Palast eindrangen. Der von den lateinischen Kaisern vernachlässigte Palast wurde durch Michael VIII. im späten 13. Jahrhundert wiederhergerichtet. Bei der Belagerung Konstantinopels durch die Osmanen 1453 wurde Blachernae mit großen Kanonen angegriffen, die die Wälle fast völlig zerstörten.
Nach den Blachernen hießen neben einem Stadttor auch öffentliche Bäder, die unter Tiberius II. (578–582) und Maurikios (582–602) erbaut und unter Basileios II. (976–1025) erneuert worden waren.
Nach der Eroberung der Stadt wurde die Herrscherresidenz in den Topkapi-Serail verlegt und die Blachernae-Vorstadt (mit Ausnahme des Tekfur Sarays) verfiel. Um 1550 war die Marienkirche weitgehend verfallen.